# Linden 2

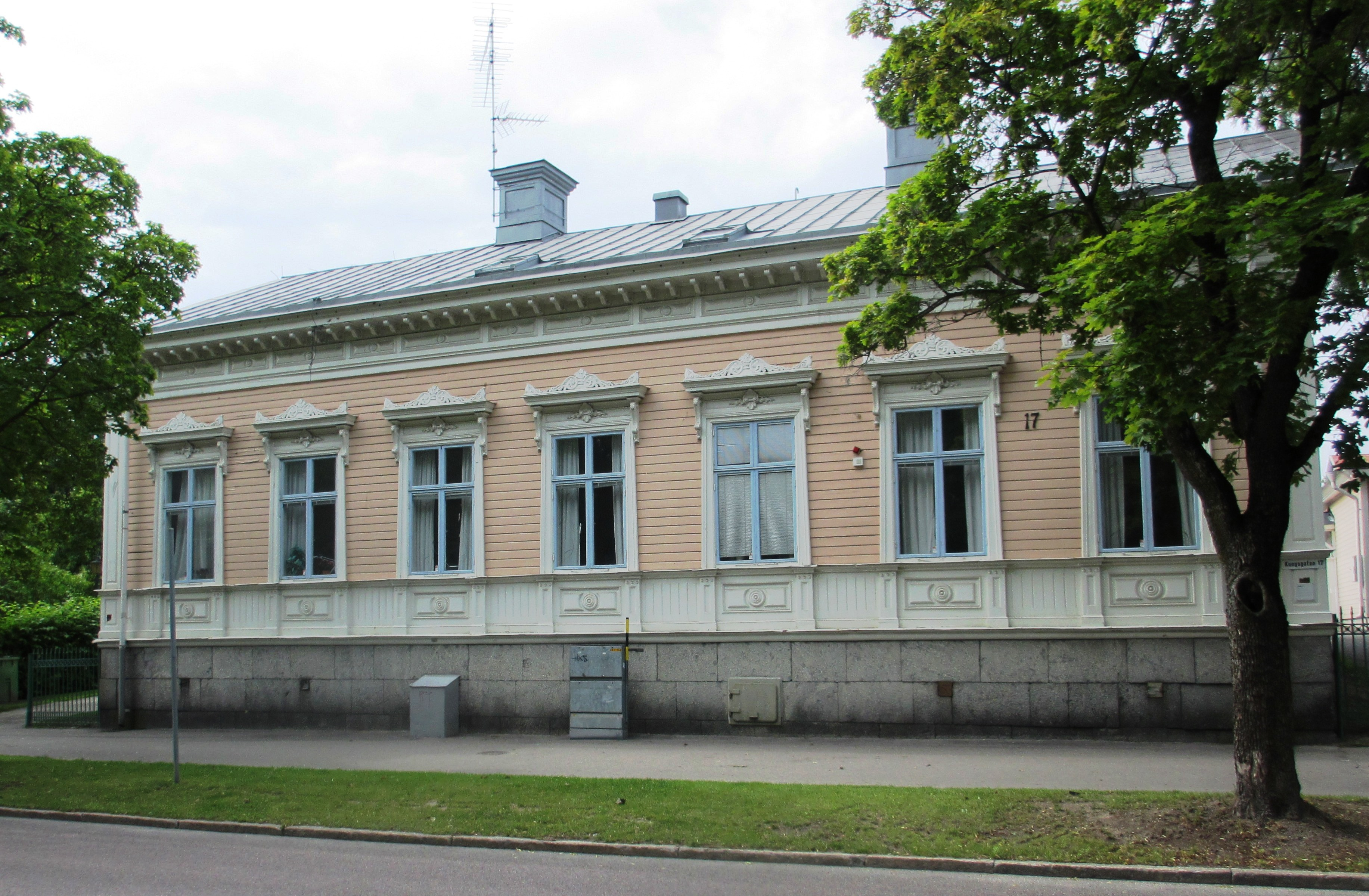
Linden 2.

Linden 2 är en byggnad vid Kungsgatan i Söderhamn.
Byggnaden uppfördes 1880 efter ritningar av C.H. Eriksson som bostad åt handlande P.A. Wannqvist, som var föreståndare för Söderhamns spritvarubolag. Byggnaden är för sin tid ovanligt påkostad med en rik fasadutsmyckning och en av de träbyggnader som utgör ett riksintresse i Söderhamn. I byggnadens trädgård uppfördes i slutet av 1800-talet ett åttkantigt lusthus, vilket restaurerades 1990.